# Col de Joux
Il Col de Joux (pron. fr. AFI: [kɔl də ʒu] - 1.640 m s.l.m.) è un valico alpino situato in Valle d'Aosta tra i comuni di Saint-Vincent e Brusson.

## Storia
Il valico era in passato molto frequentato, e in particolare veniva utilizzato dagli emigranti valsesiani (in genere stagionali) diretti verso la Savoia e la Francia che, attraverso la Val Vogna, il colle di Valdobbia e il colle Ranzola raggiungevano il Col de Joux per proseguire poi oltrepassando Aosta e salendo al colle del Piccolo San Bernardo.

## Descrizione
Il colle unisce la vallata centrale della Dora Baltea con la Val d'Ayas e più precisamente il comune di Saint-Vincent col comune di Brusson. Si apre tra la Testa di Comagna e la Cima Botta (2.042 m s.l.m.), una vetta secondaria del monte Zerbion.

## Sport
L'ampio pianoro ospita un piccolo comprensorio sciistico.
Nel 2012 la 14ª tappa del Giro d'Italia, con arrivo a Cervinia, è passata per il Col de Joux.

## Galleria d'immagini

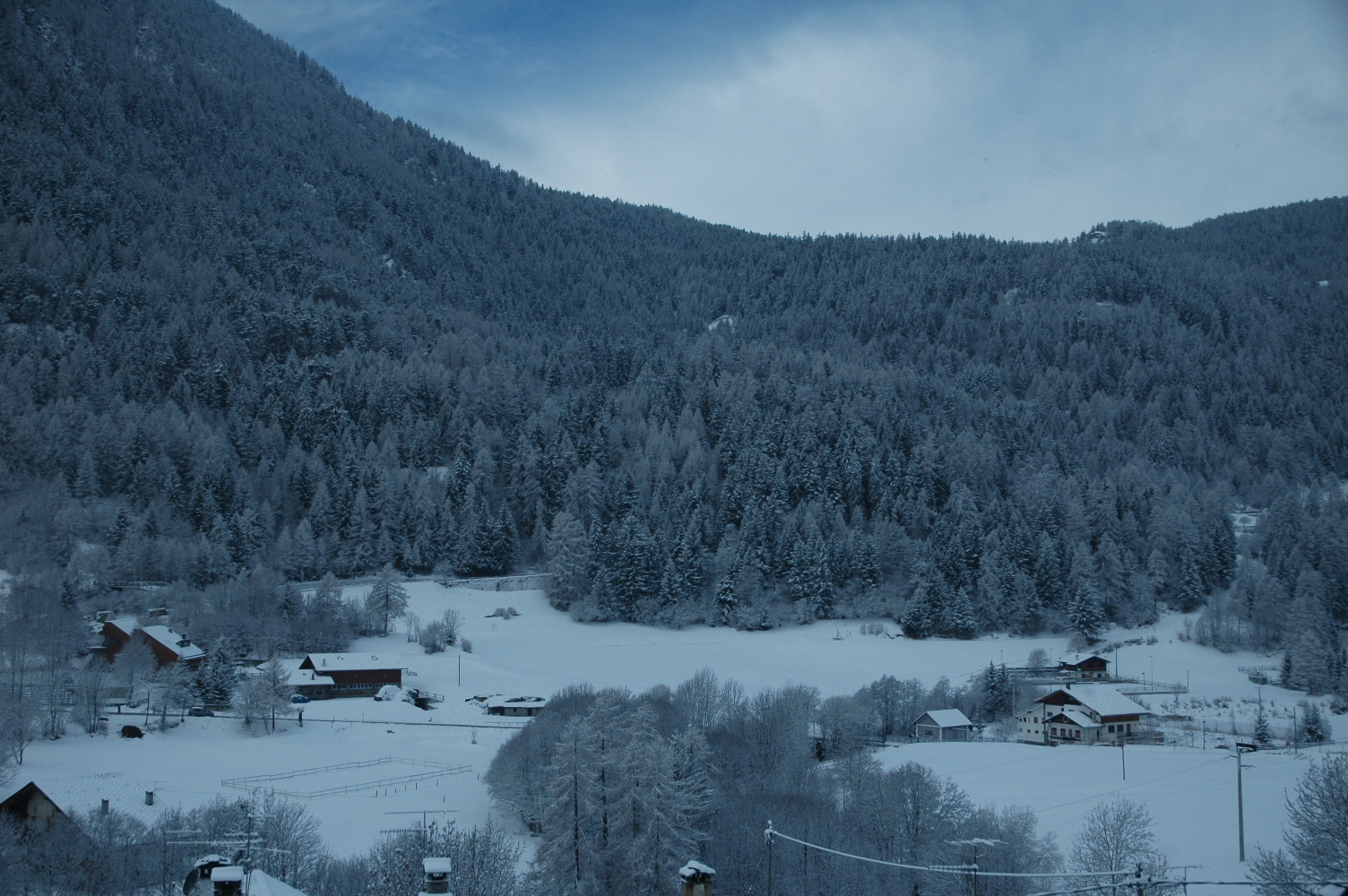
Il col de Joux visto dalla frazione Fontaine di Brusson
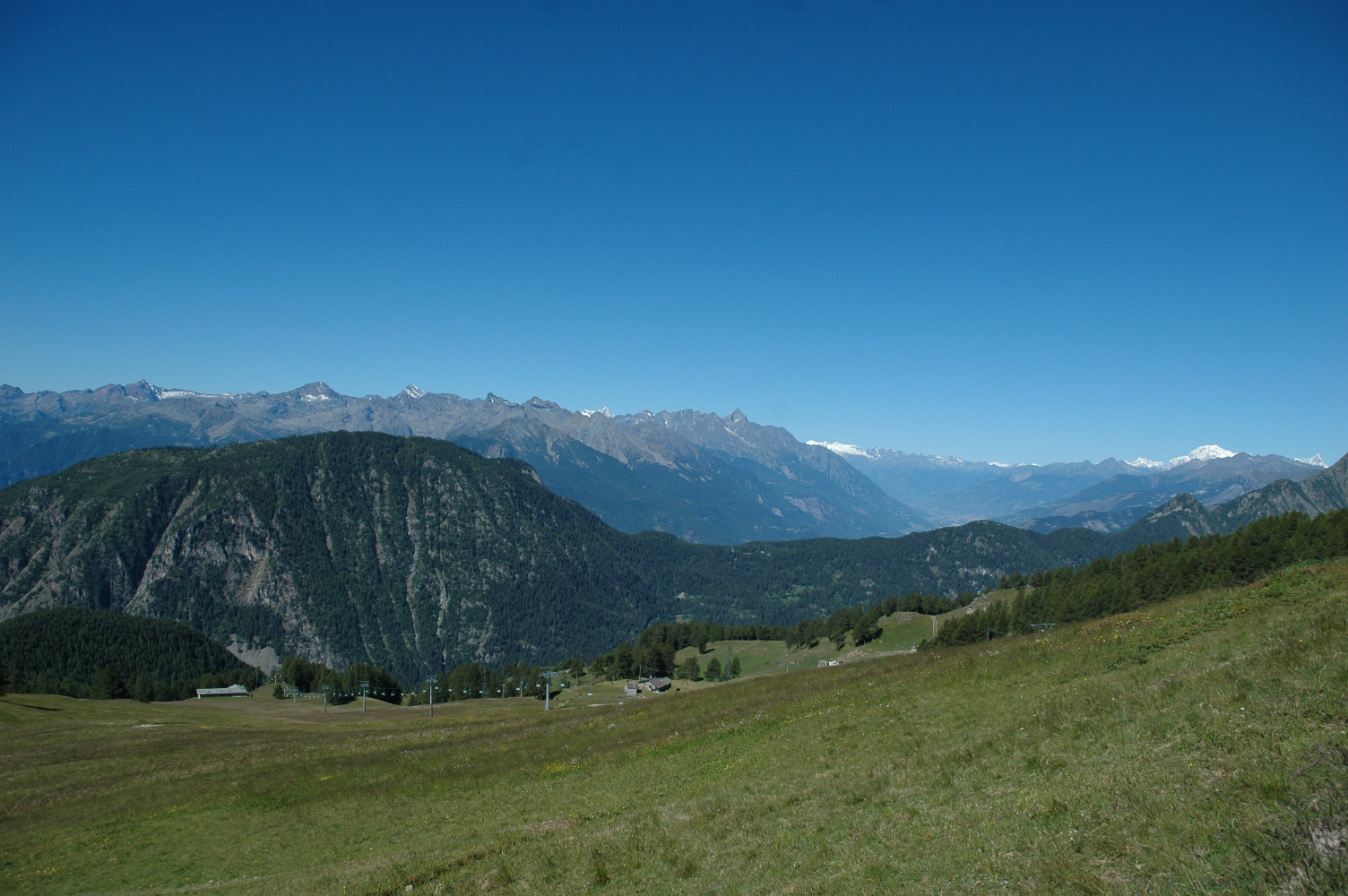
Il col de Joux visto dalla sciovia dell'alpe Palasinaz (Brusson.) Si notano la seggiovia, la testa di Comagna a sinistra, più in basso la montagna della Chamoursière, e a destra in fondo la valle della Dora Baltea e infine il Monte Bianco
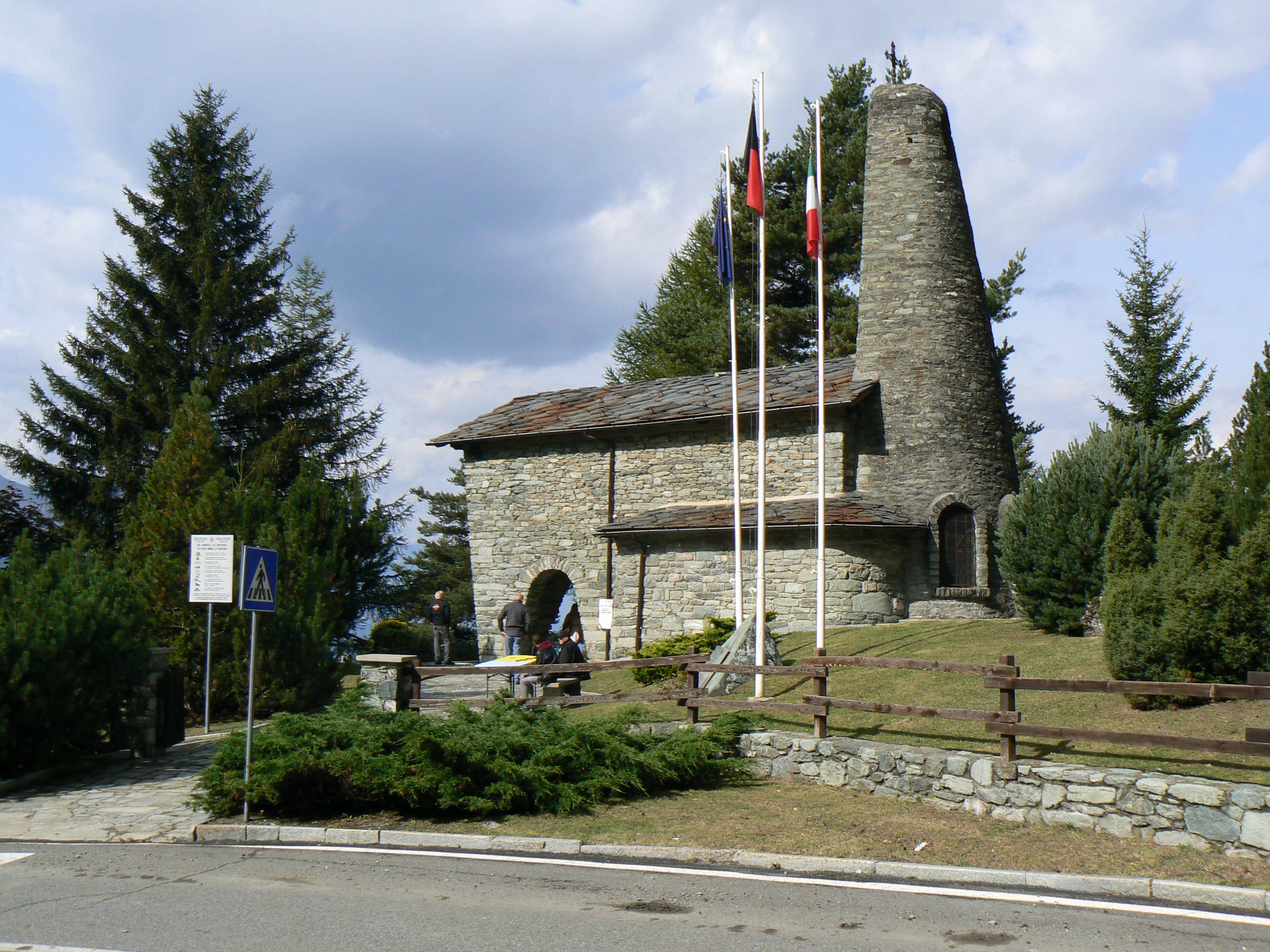
La cappella dei Partigiani a Amay